# 夏恽
夏惲（?—?），東漢宦官，「十常侍」之一。

## 生平
早年經歷不詳，在漢靈帝時期位居中常侍，封侯貴寵，曾幫助董太后聚歛財物，以及和趙忠共同構陷呂強。由於何進上奏彈劾董太后時提到：「孝仁皇后使故中常侍夏惲…」因此可能在189年前就已死亡。